# Tabossi
Tabossi é um município da província de Entre Ríos, na Argentina.